# Tie Min Ai
Tie Min Ai ( n. 1946 ) es un botánico chino.

## Algunas publicaciones
- tian-qing Yan, yan-fang Yang, tie-min Ai. “Determination of protopine and isocorydine in root of Dactylicapnos scandens by HPLC.” Zhongguo Zhong yao za zhi Zhongguo zhongyao zazhi China J. of Chinese materia medica 29.10: 961-963 en línea

- tong Wei, bao-rong Wang, tie-min Ai. 2003. “Pharmacognostical studies on Dactylicapnos scandens.” Zhongguo Zhong yao za zhi Zhongguo zhongyao zazhi China J. of Chinese materia medica 28.5: 405-409